# Тионе-дельи-Абруцци
Тио́не-дельи-Абру́цци (итал. Tione degli Abruzzi) — коммуна в Италии, располагается в регионе Абруццо, в провинции Л’Акуила.
Население составляет 343 человека (2008 г.), плотность населения составляет 8 чел./км². Занимает площадь 40 км². Почтовый индекс — 67020. Телефонный код — 0862.
Покровителем коммуны почитается святитель Николай Мирликийский, чудотворец, празднование 6 декабря.

## Демография
Динамика населения:

## Администрация коммуны
- Официальный сайт: